# 砂金

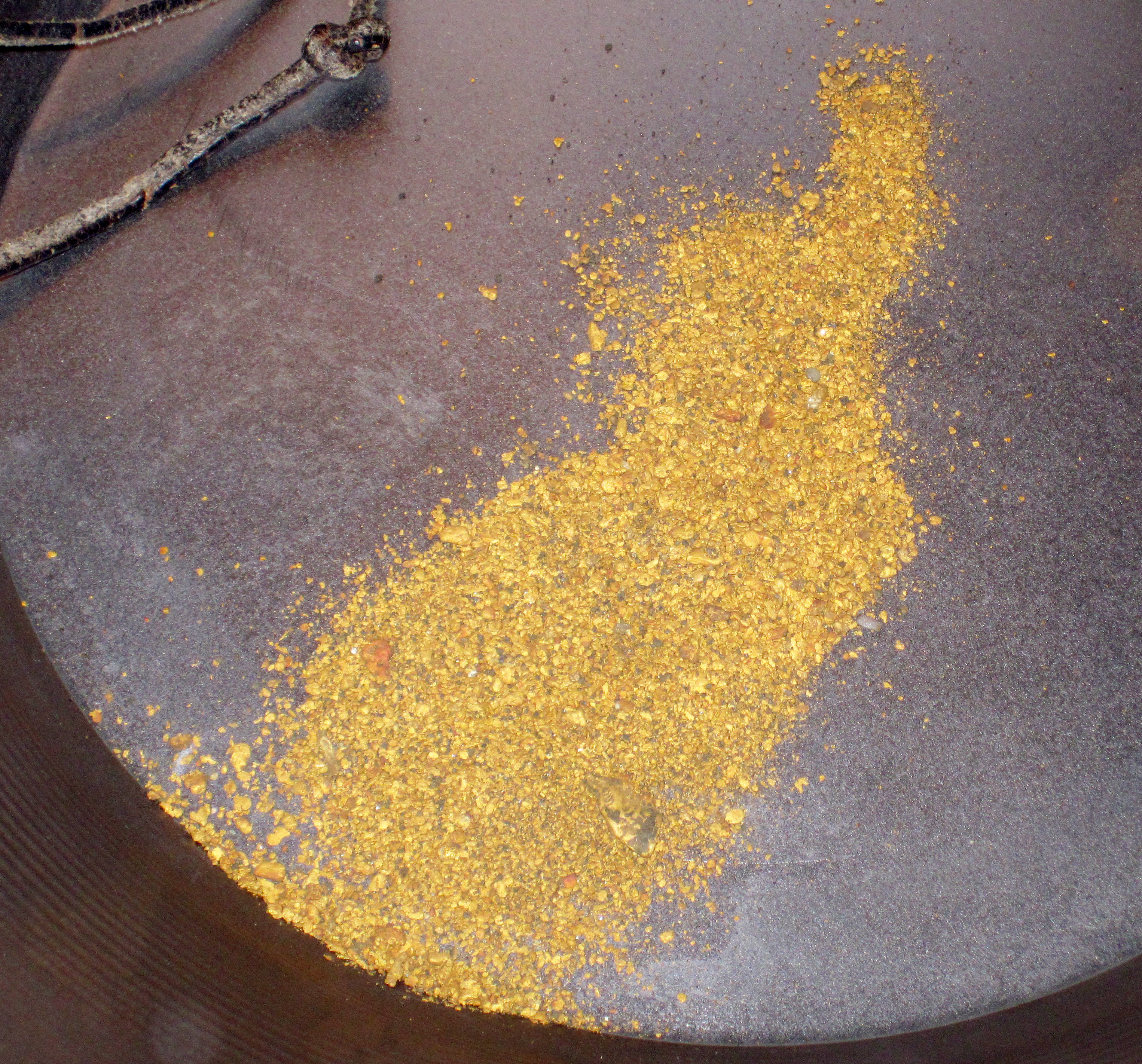
砂金

砂金是指从水中砂砾里淘取的黄金。相对于原生金矿，砂金多数细微如砂。

## 成因
因黄金的产量较低，在美国淘金时代，工人们都最多能开采到砂金，很少能开采到真正的黄金。
并且砂金大多数是来自于金矿附近的河流里，一年能开采出一吨，但只能提炼出几克的黄金。
因此砂金是最多的。

## 开采技术
机械开采、水利机械化开采、采金船开采、砂金露天开采等方法。

## 相关
- 淘金

## 脚注
1. ↑  黄金生产技术与标准规范实用手册 宫培荣 宁夏大地出版社